# Драгоманівка (село)
Драгома́нівка — село в Україні, у Купчинецькій сільській громаді Тернопільського району Тернопільської області. Розташоване на річці Стрипа, на заході району. Підпорядковане Купчинецькій сільраді (до 2018). До села приєднано хутір Підліс. Населення становить 14 осіб.

## Населення
За даними всеукраїнського перепису населення 2001 року у селі мешкало 58 осіб, у 2022 — 14 осіб.
Мова
Розподіл населення за рідною мовою за даними перепису 2001 року був наступним:
| українська | 58 | 100,00 |

Мовні особливості
Місцева говірка належить до наддністрянського говору південно-західного наріччя української мови.

## Топоніми
У 1890 роках Стефан Гарматій, один із найзаможніших господарів, захотів, щоб хутір назвати Гарматіївкою, але поет і відомий культурно-громадський діяч Павло Думка, (оселився тут у 1895 році) та видатний український поет Іван Франко порадили жителям назвати поселення Драгоманівкою на честь великого українського вченого та літератора, видатного громадського діяча Михайла Драгоманова. Ця назва остаточна утвердилася після Першої світової війни.

## Історія
Почали заселяти 1876 року як хутір Микицівка (Микитівка), одним з перших був Петро Білий.
Діяло товариство «Просвіта».
Від 2018 року увійшло до складу Купчинецької сільської громади.
12 червня 2020 року, відповідно до розпорядження Кабінету Міністрів України № 724-р «Про визначення адміністративних центрів та затвердження територій територіальних громад Тернопільської області» увійшло до складу Купчинецької сільської громади.

19 липня 2020 року, в результаті адміністративно-територіальної реформи та ліквідації Козівського району, село увійшло до складу Тернопільського району.

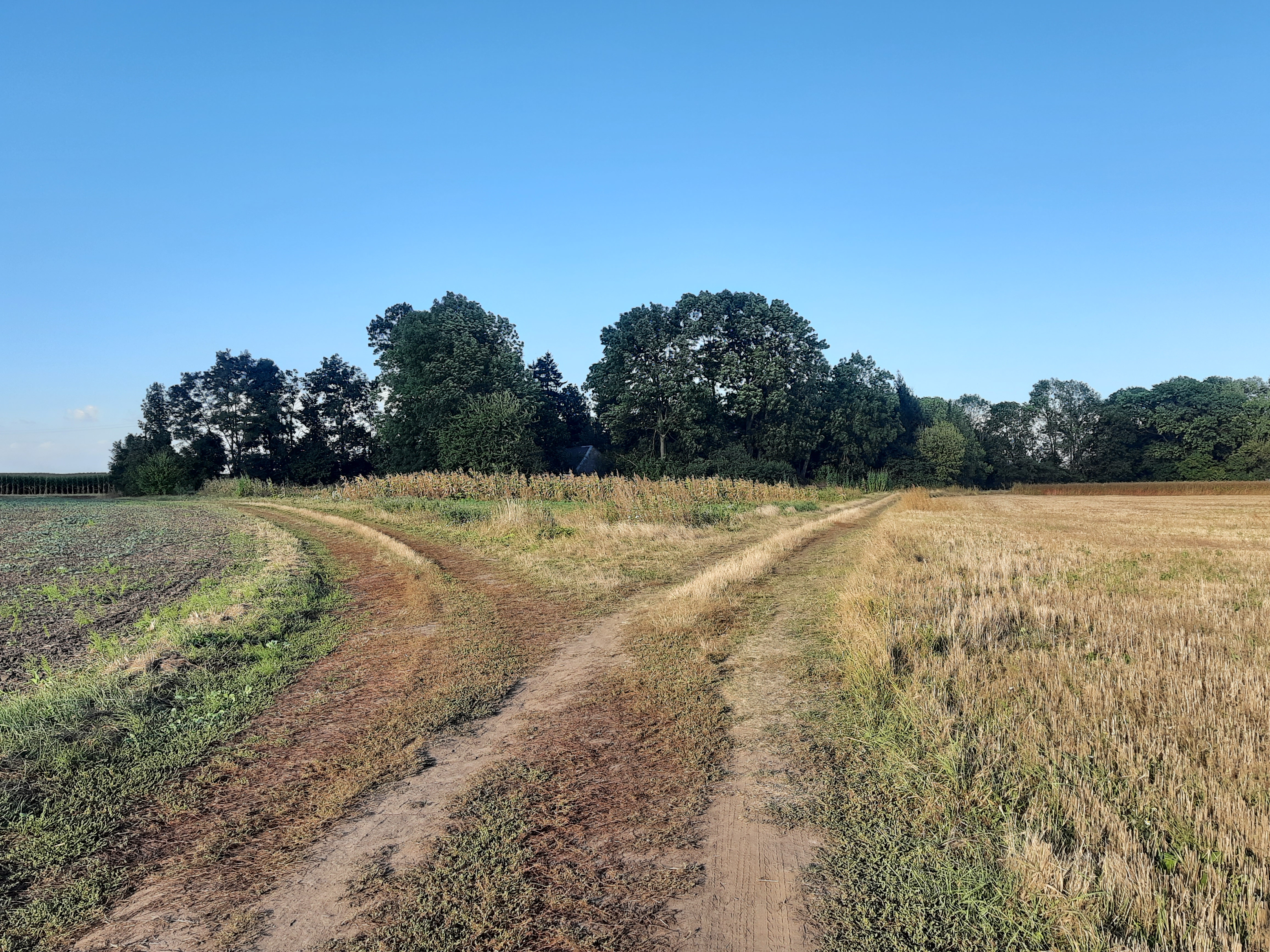
Дорога в село
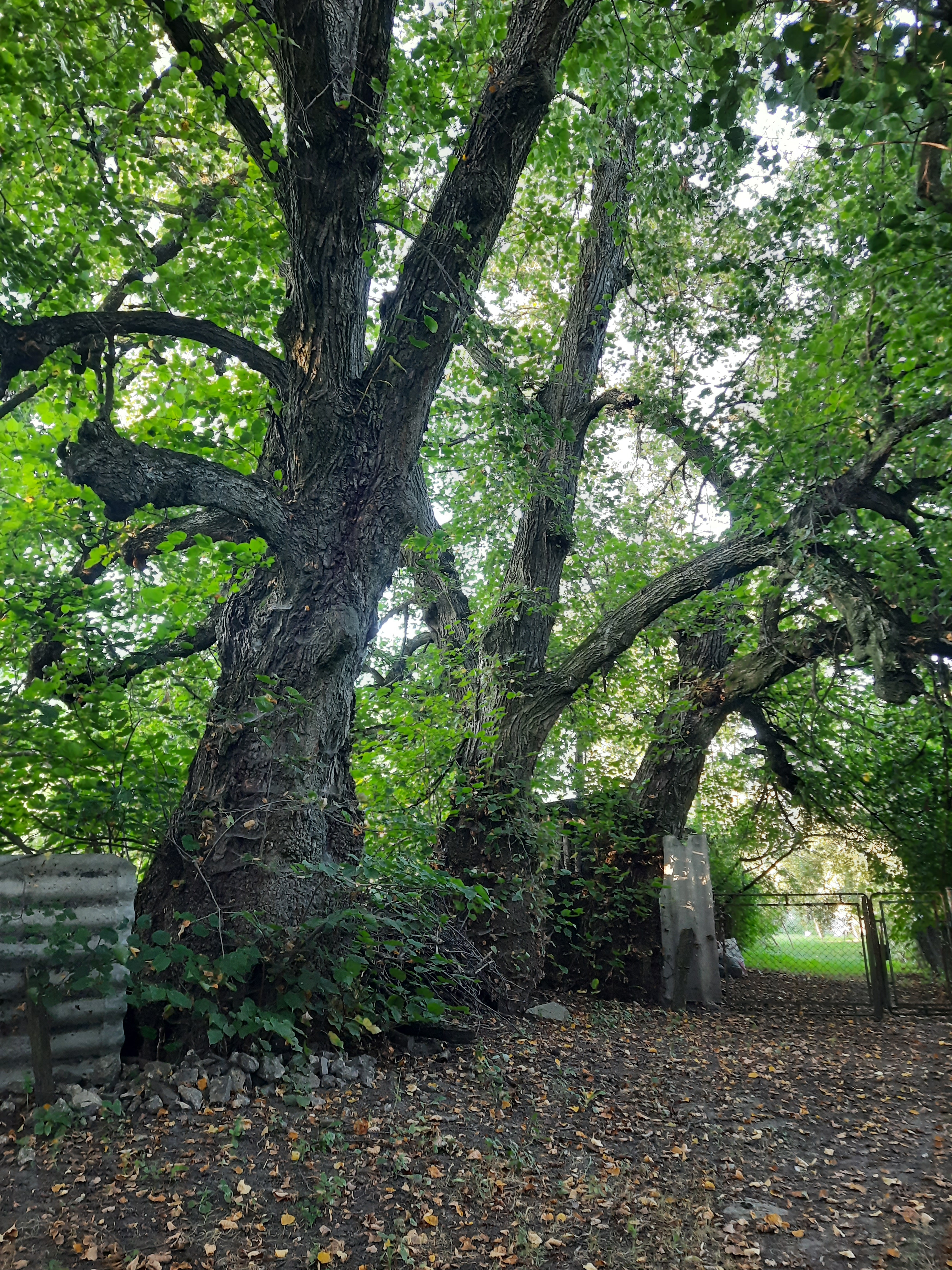
Три липи, посаджені Іваном Фраком у 1902 р.
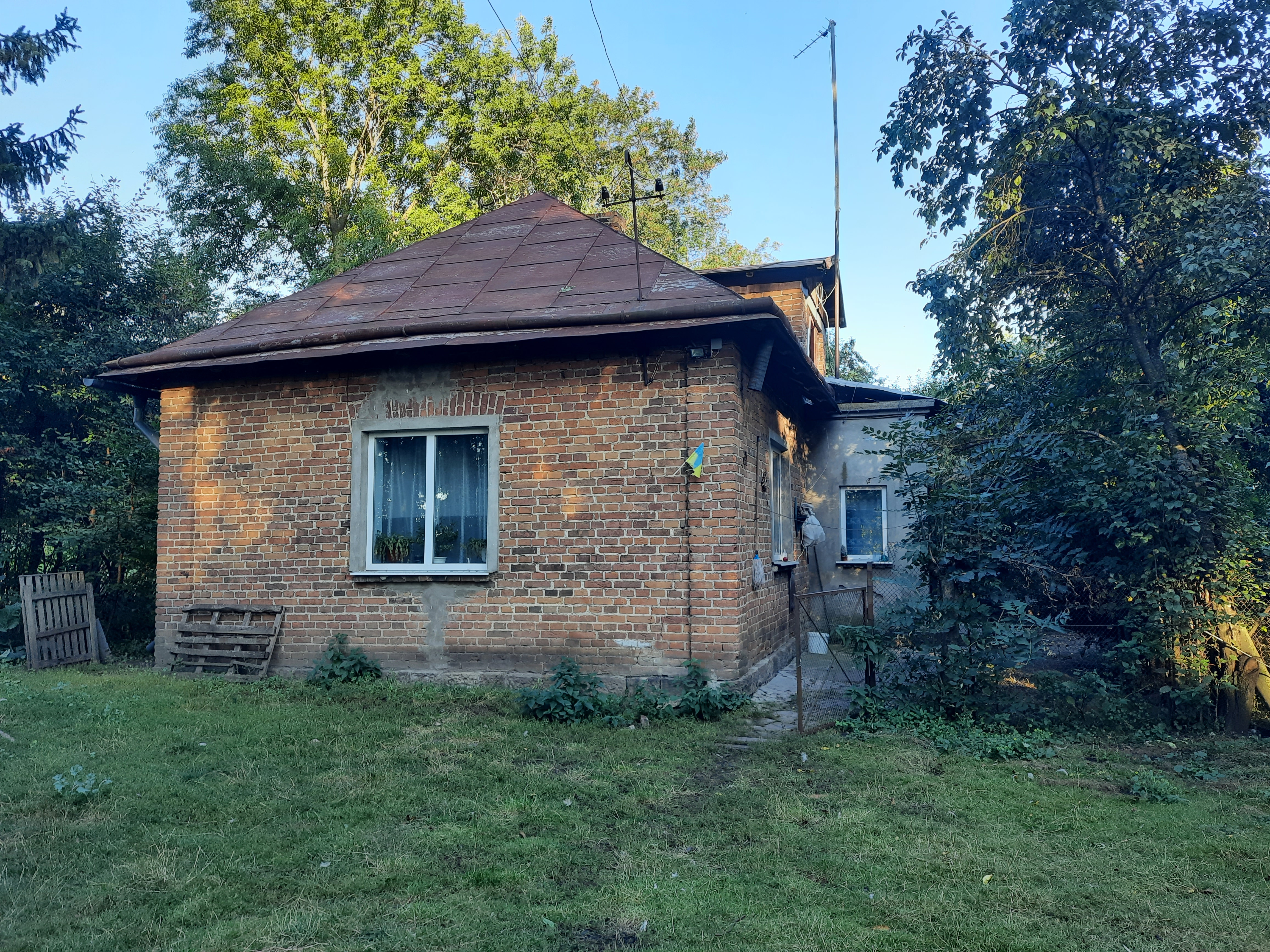
Сільська оселя
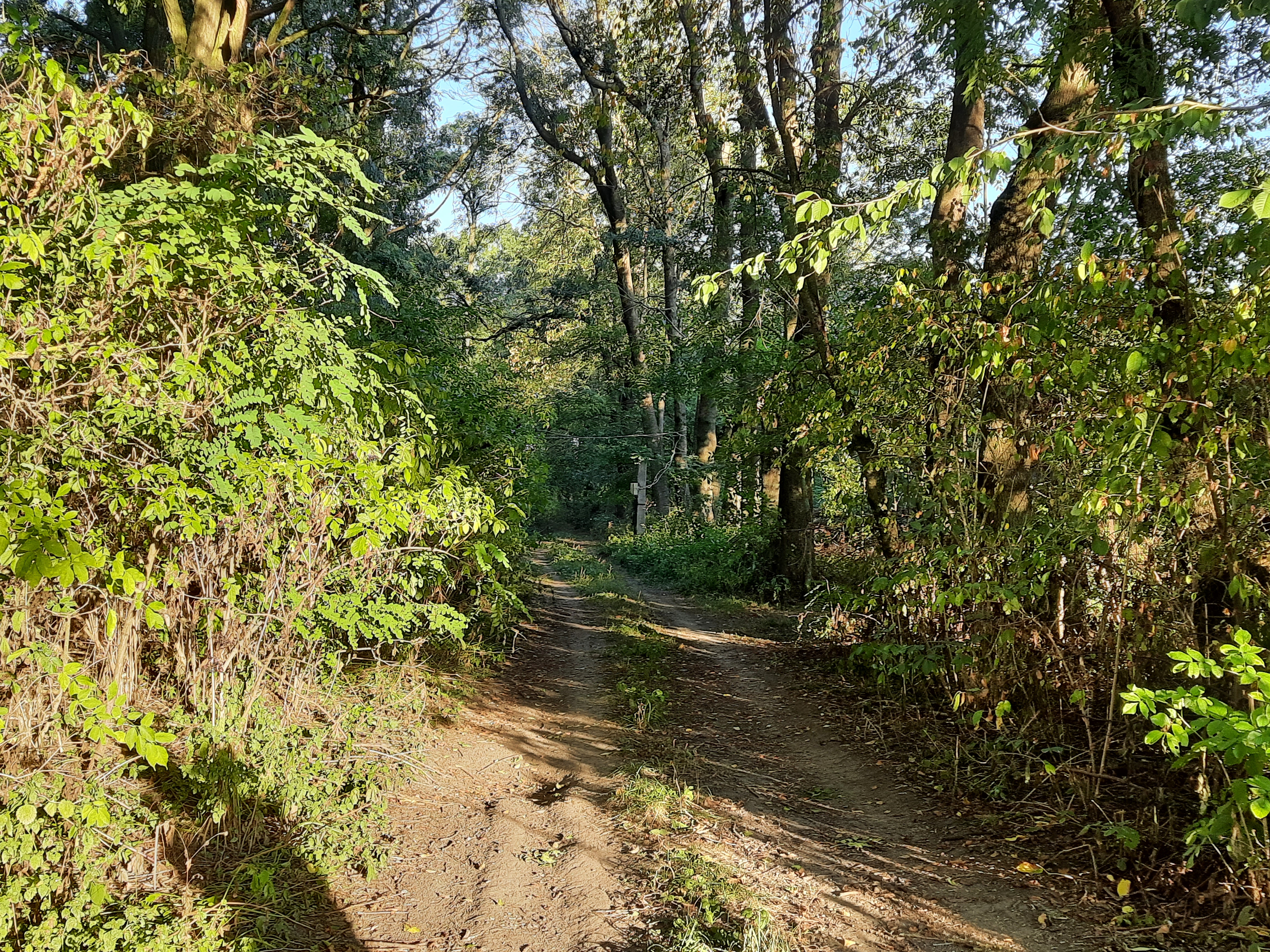
Сільська вулиця
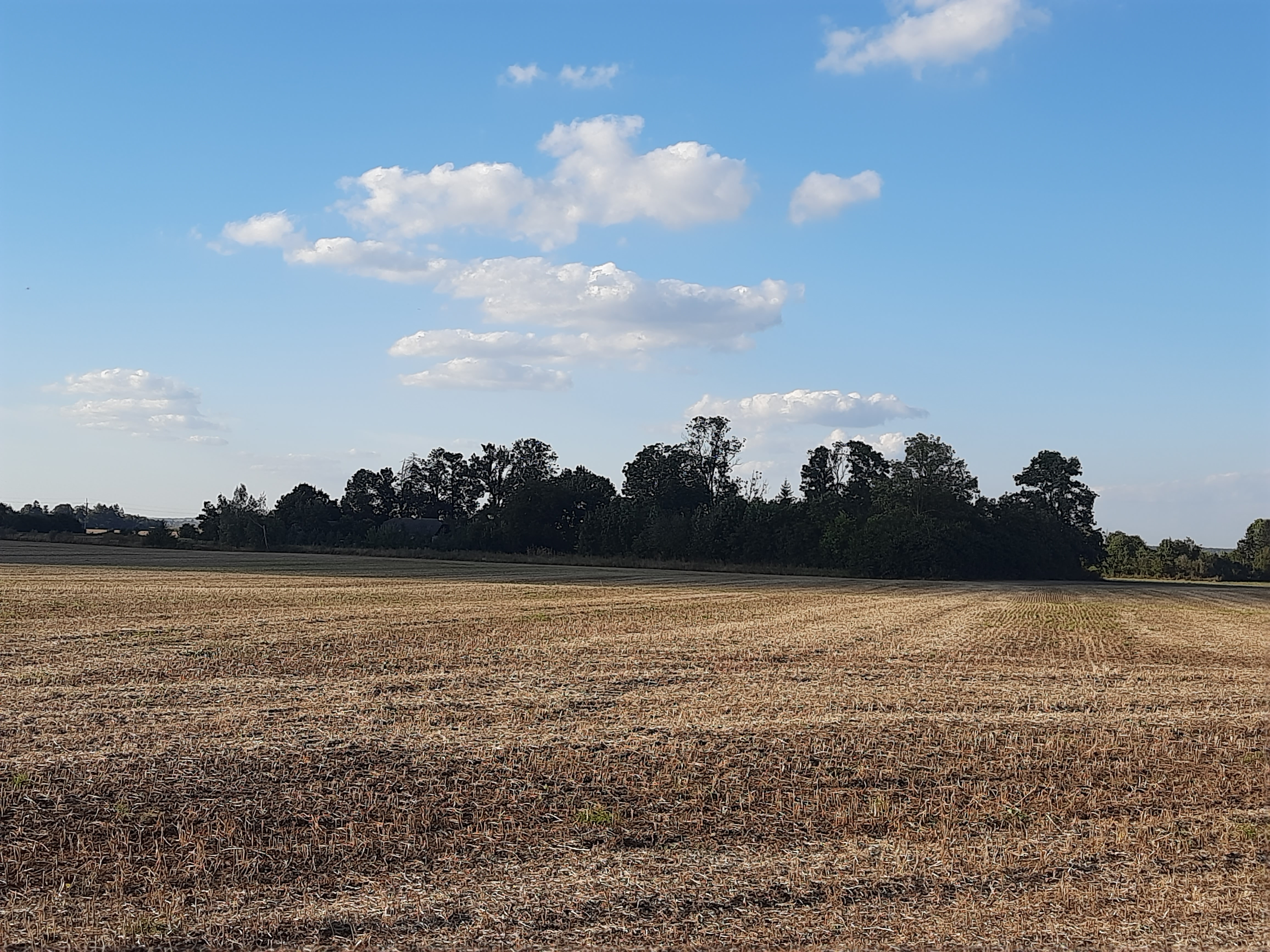
Сільський краєвид

## Відомі люди

### Народилися
- Мороз Петро Зиновійович (нар. 9 березня 1956) — український живописець, графік[7].
- Нестор Білий — український меценат.
- Коваль-Качунь Уляна Михайлівна (нар. 14 червня 1925) — учасниця національно-визвольних змагань, майстриня художньої вишивки[8].
- Коваль Мирослав Степанович (1902 — після 1992) — літератор[9].
- Федуник Богдан Ярославович (нар. 6 серпня 1951) — український науковець, педагог[10].
- Іван Думка (1938 — 2020) — український громадський діяч у Владивостоці (Зелений Клин), онук поета Павла Думки.

### Мешкали
- Павло Думка — український громадський діяч, поет.
- Микола Коваль — самодіяльний актор, режисер.
- Олександр Кравець — диригент.
- Йосип Мороз — самодіяльний диригент, режисер, музикант і актор.
- Ярослав Олійник — ветеран Другої світової війни. Був поранений.
- Богдан Водарський — учасник Другої світової війни. Брав участь в боях на території Німеччині. Після падіння Берліна, до 1946 року воював у Маньчжурії.
- Дарія Водарська (Гарматій) — громадська діячка.

### Перебували
- Юрій Горліс-Горський, український військовий та громадський діяч, письменник.
- Стецько Дмитро Григорович — український художник.
- Франко Іван Якович — український письменник, поет,  публіцист, науковець, політик, громадський діяч.
- Григорій Цимбала — художник, актор, педагог.

### Загинули в бою із загоном МДБ діячі ОУН і УПА
- Ярослав Бабій (псевдо «Шах», 30 червня 1947),
- Мирослав Вовк (псевдо «Єфрем», «Корнило», 29 червня 1947).